# Leonard (Oklahoma)
Pour les articles homonymes, voir Leonard.
Leonard est une census-designated place du comté de Tulsa, dans l'État d'Oklahoma, aux États-Unis. En 2020, elle compte une population de 220 habitants.